# سامانه گزارش عوارض جانبی واکسن‌ها
سامانه گزارش عوارض جانبی واکسن‌ها (انگلیسی: Vaccine Adverse Event Reporting System) یا به‌اختصار «VAERS»، یک برنامهٔ مرتبط با ایمنی و بی‌خطربودنِ واکسن‌ها در ایالات متحده آمریکاست که به‌طور مشترک توسط مرکز کنترل و پیشگیری بیماری (CDC) و سازمان غذا و داروی آمریکا (FDA) اجرا و اداره می‌شود. این برنامه، نوعی سیستم «نظارت و پایش پس از بازاریایی» است که اطلاعات مربوط به عوارض جانبی واکسن‌ها را پس از تجویزشان جمع‌آوری و بررسی می‌کند.
این سامانه در کنار «داده‌های مرتبط با ایمنی واکسن» و «ارزیابی بی‌خطری ایمن‌سازی بالینی»، ابزارهایی هستند که توسط آنها، مرکز کنترل و پیشگیری بیماری (CDC) و سازمان غذا و داروی آمریکا (FDA) به اندازه‌گیری میزان بی‌خطر بودن واکسن‌ها می‌پردازند و بدین ترتیب به وظایف ذاتی خود به‌عنوان یک نهاد نظارتی برای حفاظت جامعه عمل می‌کنند.
برخی دانشمندان معتقدند سختگیری‌های علمی بیشتری لازم است، چرا که این نهاد چندین محدودیت عملکردی مختلف دارد؛ از جمله اینکه گزارش‌هایشان تأییدشده نیست، کم‌نمایی (Under-reporting) وجود دارد، کیفیت اطلاعات متناقض یا ناهمجور است و «گروه کنترل واکسینه‌نشده» وجود ندارد.